# Городище (Добрянский район)
Городище — деревня в Добрянском районе Пермского края. Входит в состав Краснослудского сельского поселения.

## Географическое положение
Расположена на крайнем юге Добрянского района, на мысе Стрелка — месте, где река Чусовая впадает в Камское водохранилище. Примерно в 3 км к востоку от деревни проходит автомобильная дорога Пермь — Березники. Ближайшая ж/д станция (о.п. 5 км) находится близ восточной окраины деревни.
На мысу Стрелка археологами был обнаружен археологический памятник — Галкинское городище. На нём были найдены стоянки ерзовской и ананьинской культуры X—I веков до нашей эры.

## Население
| 2010 |
| ---- |
| 11   |

## Улицы
- Дачная ул.
- Солнечная ул.
- Цветочная ул.
- Центральная ул.
- Чусовская ул.

## Топографические карты
- Лист карты O-40-65 Пермь. Масштаб: 1 : 100 000. Издание 1979 г.